# Mindre tinamo
Mindre tinamo (Crypturellus soui) är en fågel i familjen tinamoer inom ordningen tinamofåglar.

## Utseende
Mindre tinamo är en rostbrun kompakt fågel med ganska lång hals, grått huvud och hals och ljus strupe. Den har korta ben, rundade vingar och mycket kort stjärt. De mäter ungefär  125-135 cm och honorna är något större än hanarna. Dunungen är mörk med ett tydligt svart och sandfärgat teckning på huvudet. Under andra levnadsveckan anlägger den en juvenil dräkt med svarta fläckar på ovansidan.

## Utbredning och systematik
Mindre tinamo förekommer i Central- och Sydamerika. Den delas vanligen upp i 14 underarter med följande utbredning:
- C. s. meserythrus – tropiska södra Mexiko till Belize, Honduras och sydöstra Nicaragua
- C. s. modestus – Costa Rica och västra Panama
- C. s. capnodes – fuktiga låglänta områden i nordvästra Panama
- C. s. poliocephalus – Stillahavssluttningen i Panama (från Veraguas till Kanalzonen)
- C. s. panamensis – sluttningarna ned mot Stillahavet och Karibien i Panama
- C. s. harterti – Stillahavssluttningen i Colombia och Ecuador
- C. s. caucae – Magdalena Valley i norra centrala Colombia
- C. s. mustelinus – nordöstra Colombia och allra nordvästligaste Venezuela
- C. s. soui – östra Colombia till Guyanaregionen och nordöstra Brasilien
- C. s. caquetae – sydöstra Colombia (från Meta till Caqueta)
- C. s. andrei – kustnära norra Venezuela (från Falcón till Monagas) och på Trinidad
- C. s. nigriceps – tropiska östra Ecuador och nordöstra Peru
- C. s. inconspicuus – centrala och östra Peru och norra Bolivia
- C. s. albigularis – norra och östra Brasilien

## Ekologi
Som alla tinamoer håller sig mindre tinamo nästan enbart på marken och flyger sällan. Den håller sig oftast dold och är svår att observera. Den häckar på tropiskt lågland, vid kanten av floder i städsegrön regnskog men även i sekundärskog eller buskmarker. Häckningen kan på vissa platser inträffa under nästan hela året. Den lägger två ägg i en grund fördjupning direkt på marken. Ibland fodras boet med enstaka blad. Som hos alla stubbstjärthöns är det hanen som ruvar äggen och hanen är polygam medan honan är polyandrisk. Ungen är borymmare och lämnar boet mindre än 24 timmar efter kläckning.

## Status och hot
Arten har ett stort utbredningsområde och en stor population, men tros minska i antal, dock inte tillräckligt kraftigt för att den ska betraktas som hotad. IUCN kategoriserar därför arten som livskraftig (LC).